# Парадоксальная интенция
Парадокса́льная инте́нция — методика, применяемая в психотерапии. Данный метод был разработан австрийским психиатром и психологом Виктором Франклом для своей логотерапии. В рамках данной методики пациенту, имеющему определённую фобию, предлагается противоречивая попытка возжелать то, чего он больше всего боится. Это может быть объект, действие или ситуация, в которой пациент очень боится оказаться. Также методика используется для лечения обсессивно-компульсивного расстройства.

## Применение методики
Одним из примеров, приводимых автором метода, является случай с молодым врачом, испытывавшим сильный страх потоотделения. Как только молодой человек начинал бояться, что вспотеет, он тут же обильно потел. Возникал порочный круг: страх вспотеть порождал ещё более интенсивную реакцию потоотделения. Чтобы разорвать возникший порочный круг, психотерапевт рекомендовал молодому врачу следующее: каждый раз, когда тот начинает потеть, намеренно стараться продемонстрировать окружающим, насколько хорошо он умеет это делать. Теперь, как только он встречал кого-нибудь, кто вызывал у него предваряющую тревогу потоотделения, пациент говорил себе: «Раньше я потел только на кварту, а теперь напотею по меньшей мере на десять кварт!» В результате после одного сеанса пациент, десять лет страдавший этой фобией, за неделю освободился от неё навсегда.

Франкл утверждает, что парадоксальная интенция также может применяться при нарушениях сна: 
Страх бессонницы порождает экстенсивное стремление заснуть, которое в свою очередь делает пациента неспособным заснуть. Чтобы преодолеть этот специфический страх, я обычно советую пациенту не стремиться заснуть, но, наоборот, стараться как можно дольше бодрствовать. Иными словами, гиперинтенция (усиленное стремление) заснуть, порождаемая боязнью не заснуть, должна быть заменена парадоксальной интенцией — стремлением не заснуть, вскоре за которым должен последовать сон.
Как только пациент прекращает попытки борьбы со своими фобическими и прочими проявлениями, вместо этого используя парадоксальную интенцию, порочный круг разрывается, симптом ослабевает. По утверждениям автора метода, в конце концов симптом должен атрофироваться.
Виктор Франкл настаивает на том, что возникший порочный круг разрывается не невротической сосредоточенностью на собственной личности (жалость к себе, презрение и т.д.), а личной вовлечённостью в осмысленную деятельность, что и становится ключом к исцелению.
Парадоксальная интенция эффективна при лечении обсессивных, компульсивных и фобических состояний, особенно в случаях, которые связаны с антиципированной тревогой. Кроме того, это быстродействующий терапевтический метод; при этом быстрая терапия обязательно даёт не только временный терапевтический эффект. «Одно из наиболее распространённых заблуждений ортодоксального фрейдизма, — пишет Эмиль А. Гутейл, — состоит в том, что устойчивость результатов считается соответствующей длительности терапии». Франкл приводит пример пациента, у которого терапевтический эффект сохранился через двадцать лет после применения парадоксальной интенции.

## Особенности
Применение данного приёма основывается на специфически человеческой способности к отстранению, лежащей в основе чувства юмора. Эта важная способность отстраняться от себя задействуется всякий раз, когда применяется логотерапевтический приём парадоксальной интенции. При этом пациент обретает способность отстраниться также от своего невроза. Гордон Олпорт пишет: «Невротик, который учится смеяться над собой, встал на путь к самообладанию, а возможно, и выздоровлению». Парадоксальная интенция служит эмпирическим подтверждением и клиническим применением этого утверждения Олпорта.
Парадоксальная интенция не зависит от этиологической базы в каждом конкретном случае. Эдит Вейскопф-Джельсон утверждает: «Хотя традиционная психотерапия настаивает, что терапевтические процедуры должны основываться на выявлении этиологии, вполне возможно, что в раннем детстве неврозы могут вызываться одними причинами, а во взрослом возрасте — совсем иными».